# Coris cuvieri
La doncella africana (Coris cuvieri) es una especie de peces de la familia Labridae en el orden de los Perciformes.

## Morfología
Los machos pueden llegar alcanzar los 38 cm de longitud total.

## Distribución geográfica
Se encuentra desde el mar Rojo hasta el sur de la Península arábiga, Zanzíbar, Sudáfrica, las Maldivas, Sri Lanka y al este del mar de Andaman.